# Tseretelevo
Tseretelevo (bulgariska: Церетелево) är ett distrikt i Bulgarien.   Det ligger i kommunen Obsjtina Săedinenie och regionen Plovdiv, i den centrala delen av landet, 110 km öster om huvudstaden Sofia.
Trakten runt Tseretelevo består till största delen av jordbruksmark. Runt Tseretelevo är det ganska glesbefolkat, med 31 invånare per kvadratkilometer.